# Campeonato Mato-Grossense Segunda Divisão
Il Campeonato Mato-Grossense Segunda Divisão è il secondo livello calcistico nello stato del Mato Grosso, in Brasile.

## Stagione 2021
- Academia (Rondonópolis)
- AA Araguaia (Barra do Garças)
- Mixto (Cuiabá)
- Sport Sinop (Sinop)

## Titoli per squadra
| Squadra        | Città                     | Titoli |
| -------------- | ------------------------- | ------ |
| Operário FC    | Várzea Grande             | 2      |
| Sinop          | Sinop                     | 2      |
| Ação           | Santo Antônio do Leverger | 1      |
| Alta Floresta  | Alta Floresta             | 1      |
| CRAC           | Campo Verde               | 1      |
| Dom Bosco      | Cuiabá                    | 1      |
| Juventude      | Primavera do Leste        | 1      |
| Mixto          | Cuiabá                    | 1      |
| Nova Mutum     | Nova Mutum                | 1      |
| Nova Xavantina | Nova Xavantina            | 1      |
| Palmeiras      | Cuiabá                    | 1      |
| Sorriso        | Sorriso                   | 1      |
| Sport Sinop    | Sinop                     | 1      |
| Tubarão        | Rio Branco                | 1      |
| Vila Aurora    | Rondonópolis              | 1      |